# Jatropha palmatifolia
Jatropha palmatifolia är en törelväxtart som beskrevs av Ernst Heinrich Georg Ule. Jatropha palmatifolia ingår i släktet Jatropha och familjen törelväxter. Inga underarter finns listade i Catalogue of Life.